# ドカベン スーパースターズ編
『ドカベン スーパースターズ編』は、水島新司の野球漫画。『週刊少年チャンピオン』にて2004年6号から2012年17号まで連載された。『ドカベン』『大甲子園』および『ドカベン プロ野球編』の続編である。

## 概要
『ドカベン プロ野球編』終盤においてFA宣言した「山田世代」の選手たちが、2004年、新しくパ・リーグに創設された2球団「東京スーパースターズ」と「四国アイアンドッグス」とに相分かれる。
スーパースターズは東京ドームを本拠地とし、監督は土井垣将。山田太郎・岩鬼正美ら明訓五人衆が入団する。一方アイアンドッグスは本拠地を松山坊っちゃんスタジアムに置き、犬飼小次郎が監督となる。不知火守・土門剛介ら高校時代のライバル達が入団する。
山岡・緒方・足利・国定・木下（わびすけ）・フォアマン・賀間・隼などの、かつてのチームメイトやライバルたちもプロ野球に参戦、熱戦を繰り広げる。
さらに、2005年には『一球さん』の真田一球と呉九郎が東北楽天ゴールデンイーグルスに、元東海高校の雲竜大五郎が四国アイアンドッグスに、2006年には、元弁慶高校の義経光が東京スーパースターズにそれぞれ入団した。『プロ野球編』の2000年には、『球道くん』の中西球道が千葉ロッテマリーンズの選手として再々登場しており、『大甲子園』で「今後プロで長く続くであろう両者の勝負」と形容された山田と中西の対決が、まさにプロの舞台で展開されている。
2005年の日本シリーズは、東京スーパースターズ対札幌華生堂メッツとなり、『新・野球狂の詩』と同一の世界を共有することとなった。この日本シリーズの模様は『ドカベンvs.野球狂の詩』と題されて連載され、講談社のモーニング短期集中連載の『野球狂の詩vs.ドカベン』と出版社の壁を越えた2誌同時展開となり、チャンピオンはスーパースターズ側、モーニングはメッツ側と、それぞれのチームの視点から描かれた。
野球と共に本作のもう一つの焦点は、登場人物の結婚である。里中と山田の妹・サチ子の婚約、岩鬼と夏子の復縁、殿馬とマドンナの交際などが展開され、里中とサチ子が結婚式を挙げるまでに到っている。最終回は山田の結婚式の情景で締めくくられている。
本作は緒方や賀間などの高校時代のライバル選手や、『大甲子園』で対決した『球道くん』『一球さん』に加えて、その他の水島作品の主要キャラクターも多くが再登場したことで、『大甲子園』に次ぐ水島作品の総決算と呼ぶにふさわしい作品である。
連載は2012年17号で終了し、シリーズ最終章となる『ドカベン ドリームトーナメント編』が18号から開始された。

## 登場人物

### 架空のプロ野球選手

#### ロッテ
中西球道（なかにし きゅうどう）(001)：（青田高校→オリオン大学→ロッテ）
投手。『球道くん』の主人公。右投左打。2000年、ドラフト1位でロッテに入団。
Max163kmのストレートを最大の武器とする剛球投手。2004年には、スーパースターズ戦で完全試合を達成した。
瓢箪駒吉（ひょうたん こまきち）(02)：（ロッテ）
捕手。右投右打。
かなりの長身。二軍で伸び悩んでいた野手だったが、1995年に里中専属の捕手に転向してからは目まぐるしい活躍を見せる。『プロ野球編』では里中のスカイフォーク開発に協力し、試合でもスカイフォークを巧みに捕球する。打撃もフォーク打ちが得意。作中で里中と山田がさん付けで瓢箪を呼んでいるシーンが存在するため山田世代よりも年上であり、小坂誠を呼び捨て、小坂と同年代の武藤孝司を「こいつ」と呼んでいるシーンが存在するが、この二人よりも年下の松井稼頭央をさん付けで呼んでいるシーンも存在するため、生まれ年がうやむやになっている。
袖ヶ浦大五郎（そでがうら だいごろう）(03)：（幕張電気→ロッテ）
捕手。右投両打。2002年、ドラフト最下位でロッテに入団。
当初は元明訓の選手に雲竜大五郎と間違えられるほど似ていた。バットを縦に振り下ろす「マサカリ打法」が得意。2002年開幕戦の対西武戦で、里中の完全試合達成に貢献。彼と中西、瓢箪の三人で「三銃士」と呼ばれている。2002年開幕戦以降、試合出場の描写はなく、『スーパースターズ編』では1コマしか登場していない。
大友剣（おおとも けん）(01)：（船江高校→ロッテ）
投手。左投左打。1991年12月12日生まれ。180cm、75kg（ドラフト指名時）。血液型A型。
2010年、千葉の船江高校からドラフト5位でロッテに入団。スーパースターズに入団した立花光とは恋人関係にあり、彼女と共に練習している山田に嫉妬している。更に週刊誌で山田と光が同棲していると報じられた後は山田を憎んでいた。敵と認識した者にさん付けはしないが、岩鬼のことは尊敬している。
2010年開幕戦のスーパースターズ戦で初登板。立花と投げあう。相手を挑発したり、スリーアウトをとる前にベンチへ早く戻る行為が、スーパースターズと球道に反感を持たれた。怒れば怒るほど球速が上がり、9回裏には最速160km/hをマークして山田を右飛に打ち取り、完投勝利を収めたが、その際に肩を負傷した。

#### 西武
蔵獅子丸（くら ししまる）(440)：（北海組→西武）
内野手→投手。右投右打。1997年、ドラフト8位で西武に入団（指名時は外野手登録だった）。
身長210cm、体重160kg、山田、岩鬼以上の体格で、山田以上の鈍足。入団当初は一塁手で、山田以上の圧倒的な飛距離を見せつけ、清原和博がFA移籍した後の4番を任される。しかし、ストレートには滅法強いが変化球が全く打てないというプロとして致命的な弱点があり、開幕してすぐに二軍降格となった。同年シーズン終盤、投手に転向。いきなり日本シリーズの第7戦に先発した。その後は剛速球を生かして先発ローテーションの一角で活躍（一時期抑えを担当していたこともある）。岩鬼の挑発にあっさり引っかかったり、味方守備のエラー連発に逆上するなど、短気な性格。入団2年目のキャンプでは練習をまったくしなかったり、監督・コーチ・先輩の指導や山田のリードを無視するなどの問題児でもあったが、山田がうまく操ったためある程度は改善された。また投手転向当初はクイックがまったくできず、広島野手陣に走られ放題だった。背番号の「440」は、名前の「ししまる」から。
獅子十六（しし じゅうろく）(016)：（西武）
外野手。右投右打。2010年に西武に入団。
1番打者として登場。右翼手。事あるごとに「～記念」として、そのプレーのボールをコレクションしている。岩鬼や里中からは「まるで野球少年」といわれるほど背が低く、童顔である。非常に明るい性格。十六の発言からして村の出身と思われる。

#### 日本ハム
神山歩（かみやま あゆみ）(09)：（日本ハム）
外野手。右投右打。2001年、ドラフト6位で日本ハムに入団。元将棋のプロ棋士（五段）という異色の経歴を持つ。
打撃は並だが、出塁後に力を発揮する俊足選手であることから「と金」の異名を持つ。犠打失敗の隙をついて三盗することもあり、王監督をして「と金が龍になった」といわしめたことも。粘って出塁する、隠し球など、抜け目ないあたりが「と金」らしい。2006年には三塁手も兼任していた。

#### オリックス
不吉霊三郎（ふきつ れいざぶろう）(09)：（信濃川大学→オリックス）
外野手。右投右打。2001年、ドラフト10位でオリックスに入団。
酒職人を育成する信濃川大学（野球部は存在しない）からプロ入りし、イチローの穴を埋める存在として右翼手を務める。
入団当初は「殿馬の後の打順を打たせること」を条件として出し、自作のバットを愛用するため、バットの素材のアオダモは「苫小牧産が最適」と、山田の実家の屋根から勝手に木を持っていくなど、かなり奇妙な言動が見られた。また、人を見下ろしたような態度や上記のようなビッグマウスぶりも目立ち、岩鬼の反感を買った。
その名の通り、出場するだけで相手チームに故障者が続出したり、あり得ないエラーやアクシデントが続発するという不気味さで周囲に恐れられている。スーパースターズとの試合でも存分に不吉っぷりを見せる。2005年春のキャンプで、球団合併後も引き続きオリックスに在籍していることが明らかにされて以降登場していなかったが、「ドリームトーナメント編」にて再登場を果たした。

#### 近鉄
広仲塁（ひろなか るい）(0→02)：（赤富士高校→近鉄）
投手→捕手。1996年、山梨の赤富士高校からドラフト8位で近鉄に入団。右投右打。山田世代より一年下の小柄な選手。容貌は犬飼知三郎に良く似ている。
1996年正月の明訓五人衆の自主トレに顔を出し、一緒に練習した（その際は五人衆に「赤富士高校の高校生」とだけ自己紹介し、近鉄から指名されたルーキーであることは明かさなかった）。その後徐々に実力を上げ、出場機会が増えた。
本職は捕手だが、投手として登板することもあり、上手・横手・下手のそれぞれの投球フォームで投げることができる。1996年開幕戦で当時投手の坂田三吉とバッテリーを組み、捕手からリリーフに登板、抑えでプロデビューを飾る（このパターンは、後に島田牛虎と共に再現することになる）。2004年の近鉄とオリックスの球団合併以降の所属球団は不明。
島田牛虎（しまだ うしとら）(09)：（近鉄）
投手。右投右打。2001年、ドラフト7位で近鉄に入団。
顔の虎縞模様のペイントが特徴。ゴルフ場でキャディのアルバイトをしていたが、近鉄の梨田昌孝監督に投手としての素質を見いだされ入団。本人によると、牛虎という名前は、母親が「丑年に産気づいて寅年に生まれた」かららしい（これが事実なら、1974年か1986年の1月1日生まれと思われる）。ゴルフ場の仲間からは「タイガー」と呼ばれていた。
基本的に先発形だが、先発投手が打者一人にのみ投げ、その後牛虎がロングリリーフするというパターンが多い。「虎」の直球（Max150km/h）と「牛」の変化球（90km/hのスローカーブ）という両極端な決め球を使いこなす。2004年には広仲と共に互いが投手・捕手を兼ねる異色のバッテリーを形成し、その実力を存分にアピール。
2004年以降登場はなかったが、「ドリームトーナメント編」にて、東北楽天ゴールデンイーグルスの選手として再登場を果たした。

#### 楽天
真田一球（さなだ いっきゅう）(01)：（巨人学園高校→楽天）
投手。『一球さん』の主人公。右投右打。2005年、ドラフト8位で楽天に入団。
忍者の末裔。足の速さと強肩は世界レベルで、驚異的な視力を誇る。
呉九郎（くれ くろう）(09)：（巨人学園高校→楽天）
捕手。『一球さん』の登場人物。右投右打。
真田一球の幼馴染で大の親友。巨人学園に入学した一球を追って上京し、巨人学園の野球部に入部。一球同様、当初は野球をまったく知らなかった（彼も野球のルールを完全に理解しているかどうか怪しい）。高校時代は一球とバッテリーを組み、甲子園にも出場した。「鉄仮面」と呼ばれるほど頑丈な体をしており、投球や打球を素手で受けたり、バットの代わりにげんこつでノックをしたりしても全く平気。
2005年、一球と共にで楽天に入団。背番号09は、名前の「九郎」にちなんだもの（ちなみに、高校時代は入部当初「90」をつけていた）。

### 試合の中心的存在となった実在選手
大沼幸二（西武）
投手。中継ぎだが、2004年中盤で突如、東京戦に先発。前年より大幅に調子が良くなったものの、反対に制球力が落ちており、試合前の時点で何人か死球で退場を喰らっていたという。とんでもないバカヅキで最終回まで無失点を続けたが、完封目前に微笑を敬遠時にワイルドピッチで同点にされるというドジを踏み降板し、試合は1-1の引き分けに終わった。本人は「まだ負けないあたりはツイてたぜ」と開き直り、他の投手を呆れさせていた。東京ベンチはそのバカヅキぶりを南海権左と重ね合わせていた。
SHINJO（日本ハム）
外野手。2004年中盤で東京と対決し、1番・センターとして出場。初回には愛車のフェラーリに乗って守備位置につき、鉛筆占い（2004年の正月に現実世界の新庄が『クイズ$ミリオネア』で鉛筆を転がし1000万円を獲得した事実のオマージュ）での決め打ちで先頭打者本塁打。その後もバント二塁打、守備においても超ファインプレー連発とまさにSHINJOワールドが展開されたが、試合は山田が逆転3ランを放ち、3-2で敗戦。
2006年終盤でも東京との対決が描かれ、この試合では後輩の森本稀哲が1番・レフトで描かれ、SHINJOは3番・センターとして出場。第一打席でソロ本塁打を放ち、8回にもヒットで出塁したが、走塁中にスリーフィートラインをオーバーしてしまう。しかしここで東京ナインがタッチをせずにベンチに引き上げてしまったため、三塁走者の森本と共にパフォーマンスと見せかけて本塁へ生還（スリーフィートラインオーバーは、ボールを持った手、あるいはグローブで走者にタッチする「行為」がなければアウトは認められない。空タッチはOK）。これが決勝点となり、今度は6-4で勝利。ちなみに最終回、山田の強烈なライナーをダイビングで捕ったが、グラブのネットが破られて落球し、帰塁しようとしていた微笑・殿馬がそのままフォースアウト・タッチアウトになるという珍プレーでのゲームセットだった。
その後は勢いそのままに1位通過、リーグ優勝、日本一を成し遂げ、SHINJOはプロ人生の花道を最高の形で飾った。
正田樹（日本ハム）
投手。2004年の東京戦で先発。それほど高い能力ではなく、守備も下手だが、SHINJOのパフォーマンスに乗って7回まで完全試合。が、殿馬に秘打で初ヒットを許すと、山田に逆転3ランを喰らい、3-2で敗戦（2004年のSHINJOと同じ試合）。
ちなみに、1999年のドラフトで彼が指名されるシーンでは、「少田大五郎」となっていた。この年のドラフトで水島は中西球道の千葉ロッテマリーンズへの入団を描いたが、ほかの選手は実際に指名された選手をもじった名前になっていた。
岩隈久志（近鉄→楽天）
投手。近鉄時代の2004年、東京戦に先発。岩鬼を三振に打ち取ったが、直後、牛虎にスイッチした。試合は広仲が山田に逆転満塁本塁打を喰らい敗戦。
2005年、楽天に移籍。東京との開幕戦、8回2/3で降板した真田一球のリリーフとして登板。土井垣を三振に仕留め、球団初勝利をアシスト。岩隈自身はセーブを挙げた。
2009年の東京との開幕戦では先発し、真田とバッテリーを組む。この試合では9回まで登板して完封勝利を記録、最後の打者となったのは右肩の怪我の影響で右打者として代打で登場した山田である（結果はセンターフライ）。
岩下修一（オリックス）
投手。オリックスのセットアッパー。急性骨髄性白血病を克服し、2004年の東京戦でプロ初先発。いきなり岩鬼に先頭打者本塁打を喰らう（岩鬼は岩下への情からデタラメに振ったのだが、岩下が投じたのがど真ん中だったため、逆にジャストミートしてしまった）が、その後は気迫の投球で失点を許さず、9回を完投。試合はオリックスが9回裏、日高剛のソロ本塁打で2-1とサヨナラ勝利。岩下は涙の完投勝利を挙げた。
清原和博（巨人）
内野手。山田にとっては西武時代の先輩。2005年の交流戦で、山田が先発投手を木下と里中を間違えて伝えてしまった（山田は試合直前に突如里中へ変更したことを知らなかった）ため、木下が苦手なことから5番に落ちる。その後は怒っていると見せて山田を威嚇。初回に逆転3ランを放ち、これが決勝打になり、2-3で勝利。
真田裕貴（巨人）
投手。2005年の東京との交流戦開幕試合（清原と同じ試合）で、堀内恒夫監督の奇策により先発。初回に山田に2ランを浴びるものの、その後は立ち直り無失点に抑え、勝利投手となる。
中村剛也（西武）
内野手。通称「おかわり君」。「米ばかり食べていたら太るから」と試合前にはスープを飲んでいる。2005年は最終戦までに30本塁打（漫画内での設定。実際はシーズン22本）を打つなど大ブレークしたが、シーズン最終戦の東京戦では、山田の「おかわり君はご飯が好きだから、左右をまぜる混ぜご飯は嫌いだろう」と言う滅茶苦茶なリードによって抑え込まれる。投手が里中に変わってから、ようやくソロ本塁打を放つものの、時既に遅く、試合は5-1で敗戦。
下柳剛（阪神）
投手。2006年の交流戦で東京相手に先発。序盤、飯島のトリックに引っかかって3点を奪われるが、これで火がついたのか、打撃では2本の二塁打を放ち（そのうち1本はホームランが風に押し戻されてフェンス直撃の二塁打になってしまったもの）、試合も気合で完投した。試合には飯島のツキもあり3-2で敗れたものの、「ど派手な幕切れや、年に一度もないおもろい試合やったで、上等や」と満足そうだった。
森本稀哲（日本ハム）
外野手。日本ハムの1番打者で、自他共に認めるSHINJOの弟分。2006年の東京戦には岩鬼のまねをして葉っぱをくわえて出場。ファインプレーを自ら演出したり、ワンバウンドの悪球をすくい上げて同点先頭打者本塁打を放つなど、師匠・SHINJOと共に大活躍（2006年のSHINJOと同じ試合）。
2008年の東京との開幕戦では、開幕先頭打者初球本塁打が生涯の夢と語っていたが、その打席は三塁ゴロに終わった。
ダルビッシュ有（日本ハム）
投手。日本ハムの若きエース。2006年終盤での東京戦、夏子に会ってルンルン気分の岩鬼にいきなり先頭打者本塁打を喰らう。さらにこの試合で初めて口を開いたサルにキーキー野次られたことで平常心を失い、1イニング3死球。その直後サルの神がかり的な打撃で合計4失点と散々な目に遭う。その後は立ち直り、日本ハムの勝利を呼び込んだ（2006年のSHINJOと同じ試合）。
2008年の東京との開幕戦でも登板。東京の強力打線を相手に18三振を奪うが、山田に2本塁打を浴び、2-1で敗戦。
小笠原道大（日本ハム）
内野手。2006年終盤での東京戦、初回に特大アーチを放つが、その後岩鬼のライナーをファインプレーで捕球した際に負傷、9回表の守備から小田智之と交代した（2006年のSHINJOと同じ試合）。その後は故障が癒えたのか、本塁打・打点の2冠を独走し、日本ハムの優勝に大きく貢献した。
斉藤和巳（ソフトバンク）
投手。ソフトバンクのエース。2007年の東京との開幕戦、いきなり岩鬼に先頭打者本塁打を喰らうが、その後は小久保裕紀らバックの守備にも助けられ、要所を締め9回を完投した。しかし、味方打線は里中に完全試合を許し、1-0で敗戦。
田中将大（楽天）
投手。2007年の東京戦では、一球とバッテリーを組んで先発。山田に2000本目の安打となる本塁打を許すも、完投勝利をあげた。
藤川球児（阪神）
投手。阪神の守護神だが、作中では先発で登板。2005年の東京とのオープン戦では岩鬼に先頭打者本塁打を打たれている。
2007年のオールスターでも先発し、江夏豊らが持つ9者連続奪三振記録まであと一人と迫ったが、9人目となる殿馬に本塁打を浴びる。次打者の岩鬼は2度目の空振り三振に取り、結果9三振を奪った。
山井大介（中日）
投手。ゴーグルをかけている。2007年の東京との日本シリーズでは、第3戦で先発して勝利。
第7戦で再び登板し、ゴーグルに光を反射させて目眩ましをする「光投法」で東京打線を翻弄したが、2本の本塁打を浴び、6回途中3失点で降板。
平田良介（中日）
外野手。大の漫画好き。2007年の日本シリーズ第7戦では、5回に登板した岩鬼の158km/hの剛速球を、その岩鬼ばりの悪球打ちで逆転2ランにした。しかし、試合は抑えの岩瀬仁紀が山田に逆転サヨナラ本塁打を浴びて惜敗し、日本一を逃す。
中田翔（日本ハム）
内野手。2008年の東京との開幕戦で、山田すらもなし得なかった史上初の高卒ルーキー開幕4番スタメン出場を果たす。2回表のプロ初打席では、全球ストレート勝負した里中の球を捉え、先制本塁打を放つ。その後は2三振するなど凡退。
寺原隼人（横浜）
投手。2008年の東京との交流戦開幕試合に先発。岩鬼に先頭打者本塁打を浴びるも（岩下修一の時と同じく、ダイエー時代の同僚だったという情からでたらめに振ったが、ど真ん中だったためジャストミートしてしまった）、味方の大量援護を受け、完投勝利をあげた。
唐川侑己（ロッテ）
投手。高卒ルーキー。2008年の東京戦に先発し、岩鬼と山田に本塁打を打たれるも、5イニングを投げきり、勝ち投手の権利を持って降板。しかし、リリーフした中西球道が岩鬼に逆転サヨナラ本塁打を浴び、白星は付かなかった。
根元俊一（ロッテ）
内野手。2008年の東京戦では、本人も驚きの2打席連続本塁打を里中から放ち、先発の唐川を援護する。3打席連続本塁打の期待がかけられたが、第3打席目はピッチャーゴロに終わる。
和田毅（ソフトバンク）
投手。CS出場がかかった最終戦の東京戦で先発。この試合で1番に起用された山田に4打席連続本塁打を許すも他の打者には打たれず9回4失点。試合は1点を争うシーソーゲームとなり山田は延長10回に杉内俊哉から、12回にも馬原孝浩からも本塁打を放ち6打席連続本塁打の記録達成。更にこの試合6-5のうち8本もの本塁打(その全てがソロ)が出るという壮絶な空中戦だった。(山田6・松田1・多村1・松中1)
小野寺力（西武）
投手。CS第1ステージ3戦の延長12回に登板。2死満塁で山田という状況で渡辺久信監督が勝負か敬遠か迷う中、カウント0-3になり敬遠かと思われたが実際には勝負しに行っており1-3からの内角低めのボール気味の球を右翼への満塁本塁打を浴び敗戦投手になった。

### 新・野球狂の詩からの登場人物
岩田鉄五郎(18)：（華生堂）
監督兼投手。にょほほほ投法を駆使する「球聖」。現役最後の相手として岩鬼を指名し、2005年の東京との日本シリーズで、岩鬼のワンポイントリリーフとして9回裏にマウンドに上がる。
水原勇気(91)：（華生堂）
コーチ兼投手。左のアンダースローで、ドリームボールを駆使。本来クローザーだが、日本シリーズでは5回裏、2死満塁で山田へのワンポイントで登板。
青田心太郎(17)：（華生堂）
投手。メッツのエースで、日本シリーズの第一戦で先発。
円山大地(29)：（華生堂）
外野手。3番・中堅手。野手陣で一番のセンスの持ち主。
音武田祭(50)：（華生堂）
内野手。4番・三塁手。パワフルなスイングが持ち味。
岩田武司(10)：（華生堂）
外野手。5番・右翼手。岩田鉄五郎の孫。

### その他
山田サチ子（やまだ さちこ）
山田の9歳下の妹。2008年のシーズンオフに里中と結婚。
夏川夏子（なつかわ なつこ）
岩鬼の中学時代からの思い人。大蔵氏と政略結婚し、遙という娘をもうけたが、2003年に離婚し、新潟へ引っ越していた。その後、岩鬼が自宅マンションの隣室へ2人を呼び寄せる。2008年に岩鬼と結婚し、保土ヶ谷球場近くの新居に転居する。
木之内彩子（きのうち さいこ）
横浜・曙町の「あけぼの幼稚園」の先生。新潟出身で、実家は青果店。2007年1月に山田と知り合い、2008年12月には結婚を前提とした交際を申し込まれた。
崖渕壮兵衛（がけふち そうべえ）
日本プロ野球総裁。なお、実際のプロ野球には「総裁」という役職は存在しない。作中ではコミッショナーよりもさらに上の存在に位置付けられており、強い権限を有している。
2003年オフ、山田太郎を始めとする山田世代のFA権行使によるメジャーリーグへの大量流出を危惧。山田世代に国内に新天地を求めてもらうために、パ・リーグに新球団として東京スーパースターズと四国アイアンドッグスを創設するという、野球協約にとらわれない超法規的措置を行った。水島は崖渕について「完全に私の分身ですね」と語っている。
武蔵坊数馬（むさしぼう かずま）
かつての弁慶高校の4番。山田たちが所属していた時代の明訓高校を唯一破ったが、対明訓戦での負傷以降は野球から離れ、現在は故郷の岩手で陶芸の道へ進んでいる。義経の東京入団にあたっては、山田に色々と助言を行った。左拳を当てるだけで患者のどんな病気やケガをも治す、という能力も持ち合わせていた。

## 書誌情報

### 単行本
- 水島新司 『ドカベン スーパースターズ編』 秋田書店〈少年チャンピオン・コミックス〉、全45巻
  1. 2004年5月27日発売[2]、ISBN 4-253-20651-4
  2. 2004年7月22日発売[3]、ISBN 4-253-20652-2
  3. 2004年9月16日発売[4]、ISBN 4-253-20653-0
  4. 2004年11月25日発売[5]、ISBN 4-253-20654-9
  5. 2005年1月20日発売[6]、ISBN 4-253-20655-7
  6. 2005年3月8日発売[7]、ISBN 4-253-20656-5
  7. 2005年5月9日発売[8]、ISBN 4-253-20657-3
  8. 2005年7月8日発売[9]、ISBN 4-253-20658-1
  9. 2005年10月8日発売[10]、ISBN 4-253-20659-X
  10. 2005年12月8日発売[11]、ISBN 4-253-20660-3
  11. 2006年2月8日発売[12]、ISBN 4-253-20661-1
  12. 2006年5月8日発売[13]、ISBN 4-253-20662-X
  13. 2006年7月7日発売[14]、ISBN 4-253-20663-8
  14. 2006年9月8日発売[15]、ISBN 4-253-20664-6
  15. 2006年11月8日発売[16]、ISBN 4-253-20665-4
  16. 2007年2月8日発売[17]、ISBN 978-4-253-20666-2
  17. 2007年4月6日発売[18]、ISBN 978-4-253-20667-9
  18. 2007年6月8日発売[19]、ISBN 978-4-253-20668-6
  19. 2007年8月8日発売[20]、ISBN 978-4-253-20669-3
  20. 2007年10月5日発売[21]、ISBN 978-4-253-20670-9
  21. 2007年12月7日発売[22]、ISBN 978-4-253-20671-6
  22. 2008年2月8日発売[23]、ISBN 978-4-253-20672-3
  23. 2008年5月8日発売[24]、ISBN 978-4-253-20673-0
  24. 2008年7月8日発売[25]、ISBN 978-4-253-20674-7
  25. 2008年9月8日発売[26]、ISBN 978-4-253-20675-4
  26. 2008年11月7日発売[27]、ISBN 978-4-253-20676-1
  27. 2009年2月6日発売[28]、ISBN 978-4-253-20677-8
  28. 2009年4月8日発売[29]、ISBN 978-4-253-20678-5
  29. 2009年6月8日発売[30]、ISBN 978-4-253-20679-2
  30. 2009年8月7日発売[31]、ISBN 978-4-253-20680-8
  31. 2009年10月8日発売[32]、ISBN 978-4-253-20681-5
  32. 2010年1月8日発売[33]、ISBN 978-4-253-20682-2
  33. 2010年3月8日発売[34]、ISBN 978-4-253-20683-9
  34. 2010年5月7日発売[35]、ISBN 978-4-253-20684-6
  35. 2010年8月6日発売[36]、ISBN 978-4-253-20685-3
  36. 2010年10月8日発売[37]、ISBN 978-4-253-20686-0
  37. 2010年12月8日発売[38]、ISBN 978-4-253-20687-7
  38. 2011年3月8日発売[39]、ISBN 978-4-253-20688-4
  39. 2011年5月6日発売[40]、ISBN 978-4-253-20689-1
  40. 2011年7月8日発売[41]、ISBN 978-4-253-20690-7
  41. 2011年9月8日発売[42]、ISBN 978-4-253-20691-4
  42. 2011年11月8日発売[43]、ISBN 978-4-253-20692-1
  43. 2012年1月6日発売[44]、ISBN 978-4-253-20693-8
  44. 2012年3月8日発売[45]、ISBN 978-4-253-20694-5
  45. 2012年5月8日発売[46]、ISBN 978-4-253-20695-2

### 文庫版
- 水島新司 『ドカベン スーパースターズ編』 秋田書店〈秋田文庫〉、全22巻
  1. 2007年10月10日発売[47]、ISBN 978-4-253-17817-4
  2. 2008年1月10日発売[48]、ISBN 978-4-253-17818-1
  3. 2008年4月10日発売[49]、ISBN 978-4-253-17819-8
  4. 2008年7月10日発売[50]、ISBN 978-4-253-17820-4
  5. 2008年10月10日発売[51]、ISBN 978-4-253-17821-1
  6. 2009年1月9日発売[52]、ISBN 978-4-253-17822-8
  7. 2009年4月10日発売[53]、ISBN 978-4-253-17823-5
  8. 2009年7月10日発売[54]、ISBN 978-4-253-17824-2
  9. 2009年10月9日発売[55]、ISBN 978-4-253-17825-9
  10. 2010年1月8日発売[56]、ISBN 978-4-253-17826-6
  11. 2010年4月9日発売[57]、ISBN 978-4-253-17827-3
  12. 2010年7月9日発売[58]、ISBN 978-4-253-17828-0
  13. 2010年10月8日発売[59]、ISBN 978-4-253-17829-7
  14. 2011年1月7日発売[60]、ISBN 978-4-253-17830-3
  15. 2011年4月8日発売[61]、ISBN 978-4-253-17835-8
  16. 2011年7月8日発売[62]、ISBN 978-4-253-17860-0
  17. 2011年10月7日発売[63]、ISBN 978-4-253-17861-7
  18. 2012年1月4日発売[64]、ISBN 978-4-253-17862-4
  19. 2012年4月10日発売[65]、ISBN 978-4-253-17863-1
  20. 2012年7月10日発売[66]、ISBN 978-4-253-17959-1
  21. 2012年10月10日発売[67]、ISBN 978-4-253-17960-7
  22. 2013年1月10日発売[68]、ISBN 978-4-253-17961-4